# هيلينا بوليان
هيلينا بوليان (بالكرواتية: Helena Buljan)‏ هي ممثلة كرواتية، ولدت في 9 يوليو 1941 في Đurđenovac ‏ في كرواتيا.

## وصلات خارجية
- هيلينا بوليان على موقع IMDb (الإنجليزية)
- هيلينا بوليان على موقع قاعدة بيانات الفيلم (الإنجليزية)